# Jarek Mankiewicz
Jarek Mankiewicz, właśc. Jarosław Mankiewicz (ur. 31 maja 1980 w Lublinie) – polski grafik i artysta malarz.

## Życiorys
Mieszkał i tworzył w Lublinie (do 2006) i w Warszawie (2006-2020). Obecnie żyje i pracuje w Lizbonie, Portugalia. Współzałożyciel i współwłaściciel studia animacji CZWARTA RANO.

### Wykształcenie
Absolwent kierunku grafika na Wydziale Artystycznym UMCS w Lublinie. Obronił dyplom z akwaforty w Pracowni Druku Wklęsłego u prof. Artura Popka.

### Działalność artystyczna
Tworzy obrazy w stylu abstrakcji geometrycznej inspirowane architekturą, typografią i innymi obiektami zaobserwowanymi w świecie rzeczywistym. Tworzy w technice akrylu z dodatkiem medium laserunkowego. Różnice walorowe widoczne na jego obrazach wynikają z przenikania się kilku warstw farby, która nie jest w pełni kryjąca. Swoje prace wystawia głównie w Polsce i w Portugalii.

## Wystawy
- 2024 – grudzień, Młoda Sztuka, Desa Unicum, Warszawa, Polska[6]
- 2024 – grudzień, Pequenos formatos, Galeria Monumental, Lizbona, Portugalia
- 2024 – grudzień, 12x12, Lizbona, Portugalia
- 2024 – grudzień, Aukcja 227: Aukcja malarstwa, grafiki, rzeźby i rzemiosła artystycznego, DESA Dzieła Sztuki i Antyki, Kraków, Poland
- 2024 – listopad, Wystawa indywidualna - Cultura Lounge Bar, Lizbona, Portugal
- 2024 – listopad, Mercado P’LA ARTE, Marvila, Lizbona, Portugalia
- 2024 – październik, Aukcja 224: Aukcja malarstwa, grafiki, rzeźby i rzemiosła artystycznego, DESA Dzieła Sztuki i Antyki, Kraków, Poland
- 2024 – wrzesień, Abertura de Ateliês de Artistas, Lizbona, Portugal
- 2024 – wrzesień, Młoda Sztuka, Desa Unicum, Warszawa, Polska
- 2024 – sierpień, Młoda Sztuka, Desa Unicum, Sofitel Grand Sopot, Sopot, Poland
- 2024 – lipiec, Młoda Sztuka, Desa Unicum, Warszawa, Polska
- 2024 – czerwiec, Mercado P’LA ARTE, Marvila, Lizbona, Portugalia
- 2024 – marzec, Aukcja 220: Aukcja malarstwa, grafiki, rzeźby i rzemiosła artystycznego, DESA Dzieła Sztuki i Antyki, Kraków, Poland
- 2024 – marzec, Młoda Sztuka, Desa Unicum, Warszawa, Polska
- 2024 – luty, Młoda Sztuka, Pragaleria, Warszawa, Polska
- 2024 – luty, Mercado P’LA ARTE, Marvila, Lizbona, Portugalia
- 2024 – styczeń, Młoda Sztuka, Desa Unicum, Warszawa, Polska
- 2023 – grudzień, Młoda Sztuka, Desa Unicum, Warszawa, Polska
- 2023 – grudzień, Pequenos formatos, Galeria Monumental, Lizbona, Portugalia
- 2023 – grudzień, Salão de Inverno, Irmã Feia, Almada, Portugalia
- 2023 – grudzień, 12x12, Lizbona, Portugalia
- 2023 – grudzień, Młoda Sztuka, Pragaleria, Warszawa, Polska
- 2023 – listopad, BONS ARES, WIP Art Gallery, Lizbona, Portugalia[7]
- 2023 – listopad, Abertura de Ateliês de Artistas, Lizbona, Portugalia[8]
- 2023 – sierpień, Młoda Sztuka, Desa Unicum, Sofitel Grand Sopot, Sopot, Poland
- 2023 – czerwiec, Młoda Sztuka, Desa Unicum, Warszawa, Polska[9]
- 2023 – maj, VIVA MAGENTA, Desa Unicum, Warszawa, Polska[10]
- 2023 – kwiecień, Show and Tell, Goethe-Institut, Lizbona, Portugalia
- 2023 – kwiecień, O Princípio da Artéria, Atelier Artéria, Lizbona, Portugalia
- 2023 – luty, kwiecień, maj, Mercado P’LA ARTE, Marvila, Lizbona, Portugalia
- 2023 – styczeń, Młoda Sztuka, Desa Unicum, Warszawa, Polska
- 2022 – grudzień, Młoda Sztuka, Desa Unicum, Warszawa, Polska[11]
- 2022 – grudzień, Salão de Inverno, Irmã Feia, Almada, Portugalia
- 2022 – grudzień, Pequenos formatos, Galeria Monumental, Lizbona, Portugalia
- 2022 – grudzień, MUSE, Homage to Teixeira de Pascoaes – Museu Municipal Amadeo de Souza-Cardoso, Amarante, Portugalia
- 2022 – grudzień, 12x12, Lizbona, Portugalia
- 2022 – listopad, Młoda Sztuka, Pragaleria, Warszawa, Polska
- 2022 – październik, Młoda Sztuka, Pragaleria, Warszawa, Polska[12]
- 2022 – marzec, kwiecień, maj, wrzesień, listopad, Mercado P’LA ARTE, Marvila, Lizbona, Portugalia
- 2021 – grudzień, 12x12, Lizbona, Portugalia
- 2020 – październik, Jesteśmy ludźmi, Galeria Labirynt, Lublin, Polska[13]
- 2020 – 15 lat później, Galeria po 111 schodach, Lublin, Polska
- 2017 – Litografia z archiwum Wydziału Artystycznego UMCS w Lublinie, ASP Katowice, Polska
- 2014 – Litografia z archiwum Wydziału Artystycznego UMCS w Lublinie, ASP Gdańsk, Polska
- 2006 – doPowiedzenia, zdaErzenia Festival, Lublin, Polska
- 2005 – The Iosif Iser International Contemporary Engraving Biennale, Rumunia
- 2005 – Grafika, Centrala, Centrum Kultury, Lublin, Polska
- 2005 – Litografia, Hades, Lublin, Polska
- 2005 – Grafika i Rysunek Roku, Muzeum Lubelskie, Lublin, Polska
- 2004 – Grafika, Dyplom Magisterski, Klub Garnizonowy, Lublin, Polska
- 2004 – Kisgrafika, Budapeszt, Węgry
- 2004 – Virtual hall, 4Z-3T Czwarta Zmiana – Trzeci Tysiąc, Fabryka Sztuki, Łódź, Polska
- 2003 – Grafika, Rysunek, Fotografia, ACK „Chatka Żaka”, UMCS, Lublin, Polska
- 2003 – Litografia, Grafika Studencka – Rugby, Lublin, Polska
- 2002 – Kisgrafika, Budapeszt, Węgry
- 2002 – Biennale Internationale Petit Format de Papier, Viroinval, Belgia
- 2002 – W stronę natury, MDK, Lublin, Polska
- 2001 – Grafika Studencka, ACK „Chatka Żaka”, UMCS, Lublin, Polska